# Battaglia di Soroviç
La battaglia di Soroviç fu combattuta fra il 3 ed il 7 novembre 1912 durante la prima guerra balcanica. Fu uno dei pochi successi ottomani della guerra.
Dopo la sconfitta subita nella battaglia di Kumanovo, le truppe ottomane dell'Armata del Vardar si ritirarono verso sud in direzione di Monastir. Intanto, mentre il grosso dell'esercito greco, che aveva sconfitto nella battaglia di Sarantaporo l'Armata Occidentale ottomana, marciò verso nord lungo la costa dell'Egeo in direzione di Salonicco, la 5ª divisione fu mandata verso Florina e Monastir. Per impedire che la 5ª divisione greca riuscisse ad occupare Monastir prima dell'arrivo delle truppe ottomane, il comandante dell'Armata del Vardar, Zeki Pascià, inviò il VI Corpo (composto dalle 16ª, 17ª e 18ª divisione per una consistenza totale di 7900 uomini) del generale Cavit Pasha a contrastarne l'avanzata. Il 3 novembre, le truppe greche, del tutto ignare della presenza ottomana a sud di Monastir e isolate dal resto dell'esercito greco, si scontrarono nei pressi di Baniçe con la 16ª divisione (accusando 168 morti, 196 feriti e 10 uomini presi prigionieri) e si ritirarono verso Soroviç. Fra il 5 ed il 6 novembre le truppe greche vennero nuovamente attaccate, prima dalla 17ª divisione (che riuscì ad occupare Ekşisu) e poi dalla 18ª divisione ottomana che riuscì ad aggirarle costringendole a ritirarsi disordinatamente verso Kozani, mentre il VI Corpo tornava a nord per prendere parte alla difesa di Monastir.